# Pterandra flavescens
Pterandra flavescens är en tvåhjärtbladig växtart som beskrevs av Bassett Maguire. Pterandra flavescens ingår i släktet Pterandra och familjen Malpighiaceae. Inga underarter finns listade i Catalogue of Life.